# Quasi-Park Narodowy Murō-Akame-Aoyama
Quasi-Park Narodowy Murō-Akame-Aoyama (jap. 室生赤目青山国定公園 Murō-Akame-Aoyama Kokutei Kōen) – quasi-park narodowy w regionie Kinki, na wyspie Honsiu (Honshū), w Japonii.
Park obejmuje tereny usytuowane w prefekturze Nara, o obszarze 263,08 km².. Na terenie parku znajduje się m.in.: 48 wodospadów Akame, płaskowyż Aoyama, góra Miune.
Park jest klasyfikowany jako chroniący krajobraz (kategoria V) według IUCN.
Obszar ten został wyznaczony jako quasi-park narodowy 28 grudnia 1970. Podobnie jak wszystkie quasi-parki narodowe w Japonii, jest zarządzany przez samorząd lokalny prefektury.